# Вајтфилд (округ Санта Роса, Флорида)
Вајтфилд (енгл. Whitfield, Santa Rosa County) насељено је место без административног статуса у америчкој савезној држави Флорида.

## Демографија
По попису из 2010. године број становника је 295.
| Група             | 2000.    | 2010.       |
| Белци             | 0 (0,0%) | 269 (91,2%) |
| Афроамериканци    | 0 (0,0%) | 0 (0,0%)    |
| Азијати           | 0 (0,0%) | 0 (0,0%)    |
| Хиспаноамериканци | 0 (0,0%) | 14 (4,7%)   |
| Укупно            | 0        | 295         |